# Rungnado-Första majstadion

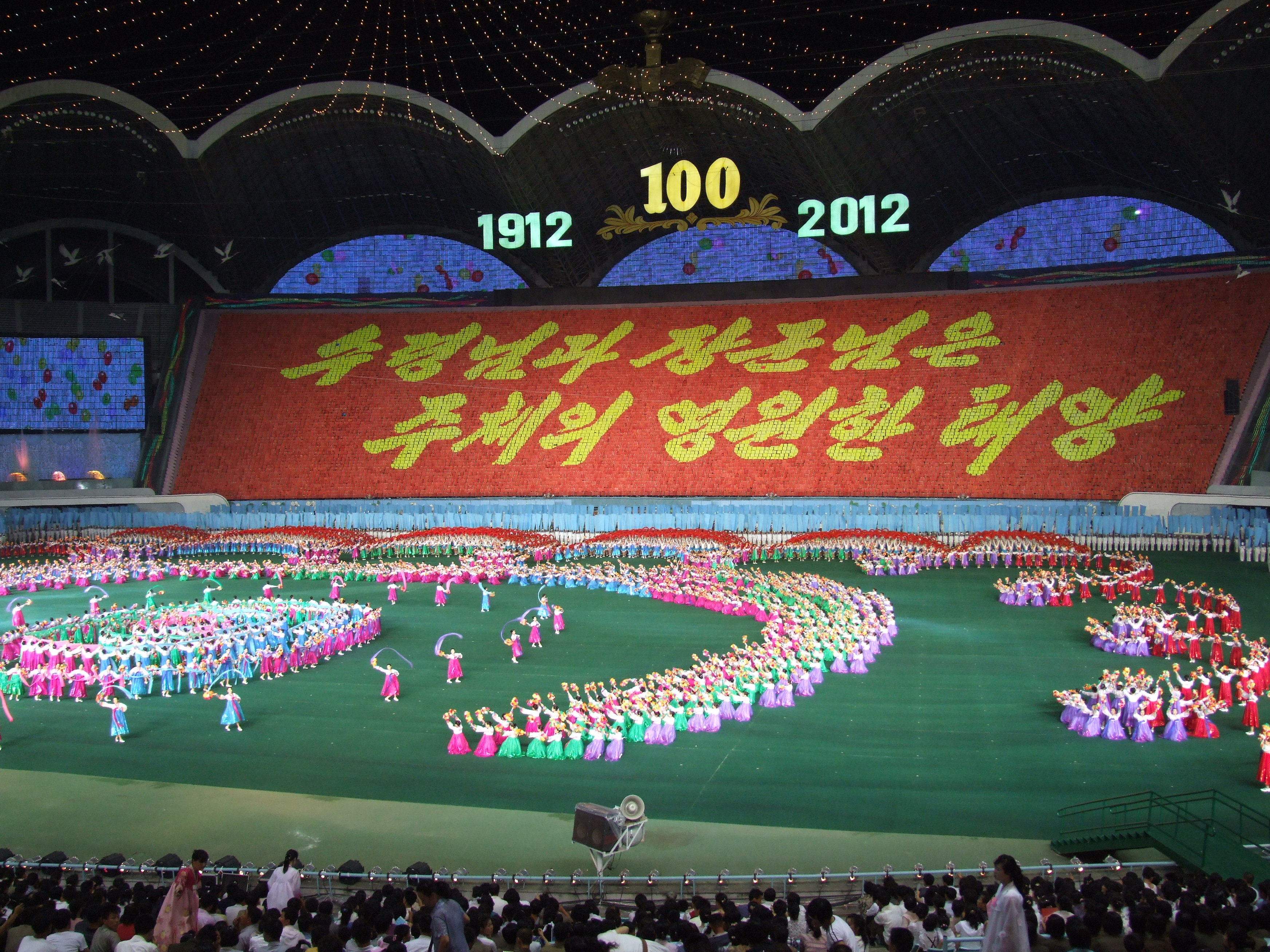
Arirangfestivalen.

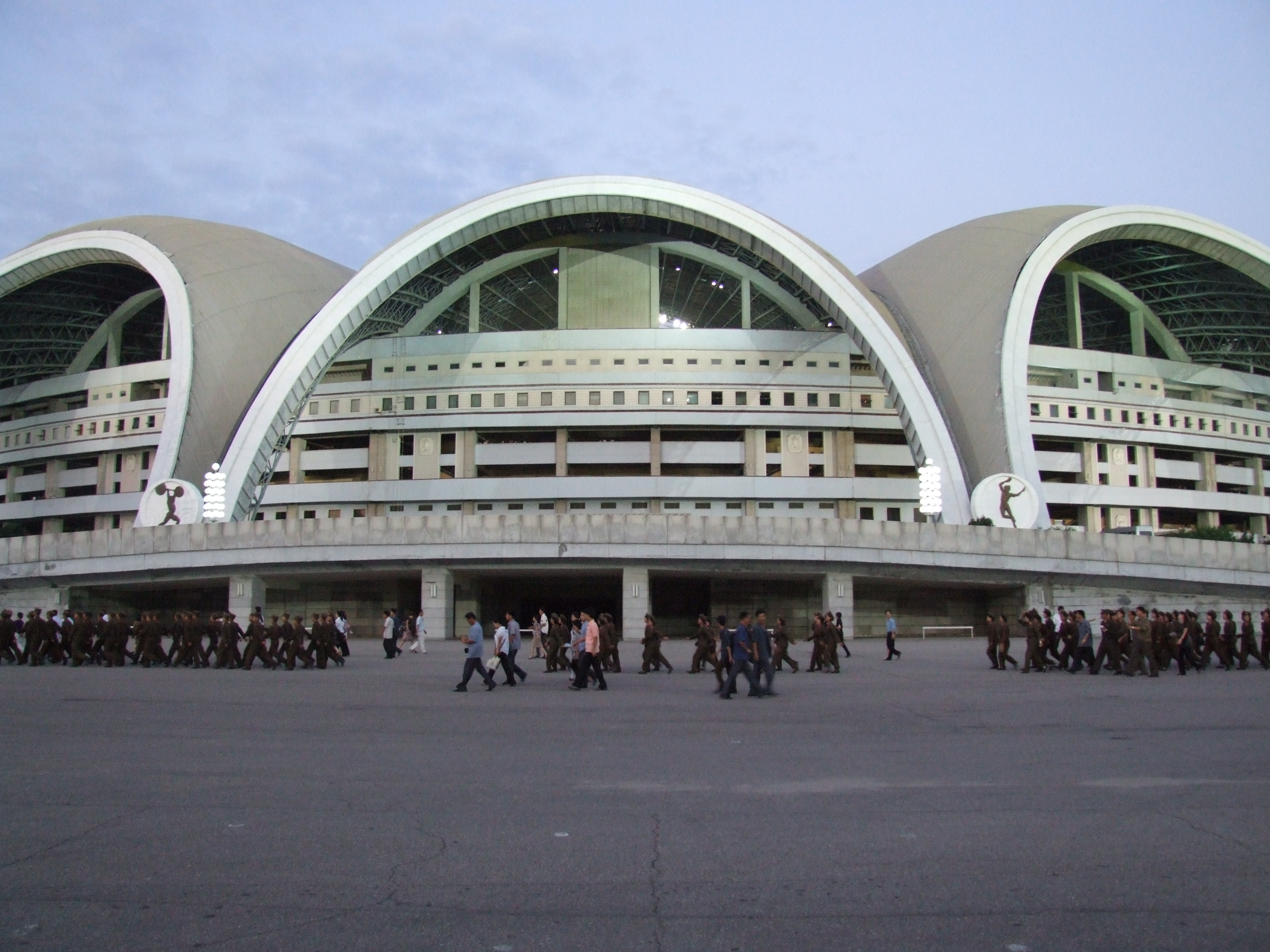
Arenan under masspelet 2012.

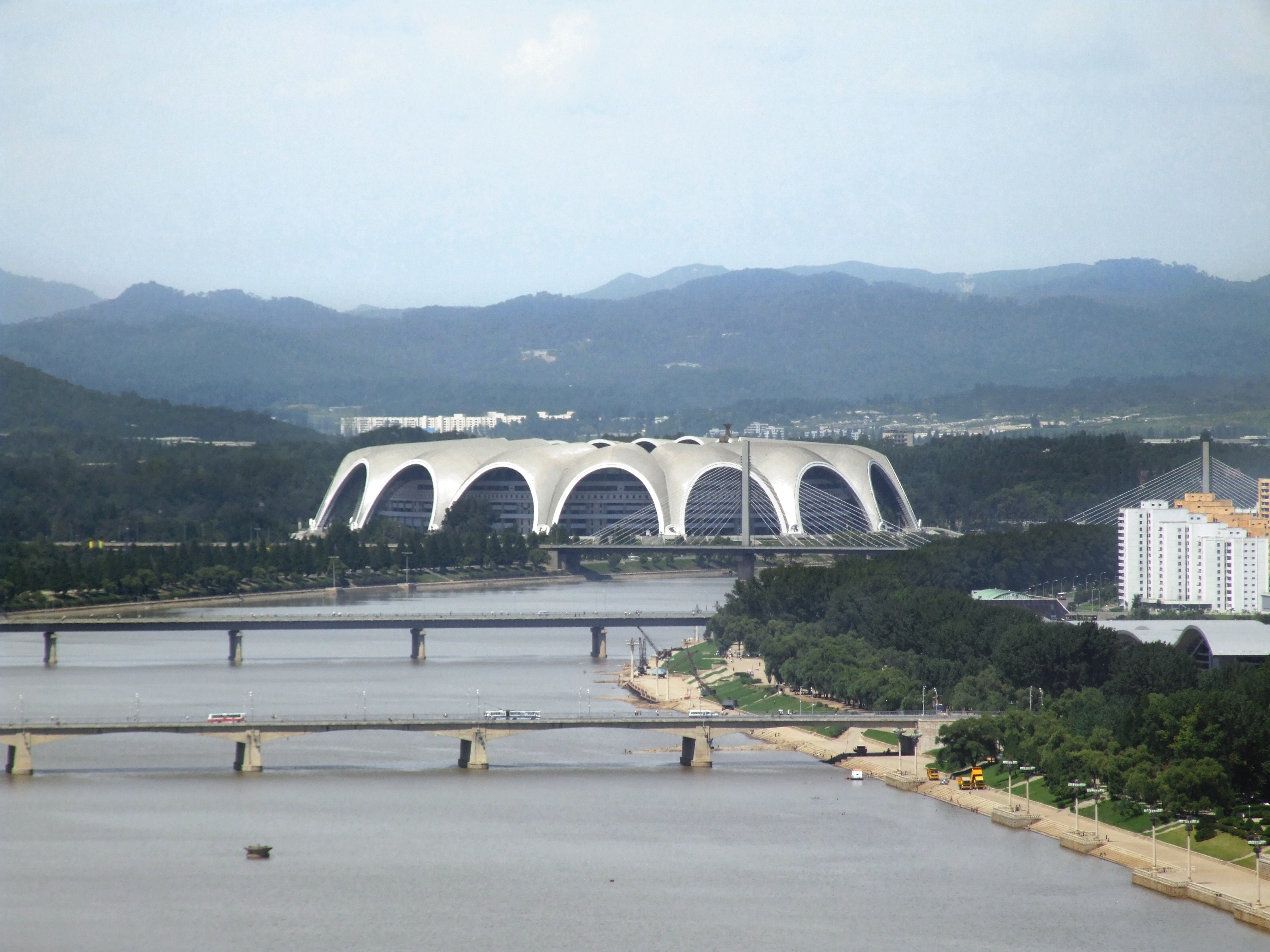
Översikt över arenan och angränsande floden Taedong.

Rungnado-Första majstadion är världens största arena för friidrott och fotboll. Den färdigställdes 1 maj 1989 och ligger på ön Rungrado i Taedongfloden som rinner genom Pyongyang i Nordkorea. Namnet kommer från ön och den första maj (majdagen) som är helgdag även i Nordkorea. Publikkapaciteten är 114 000 sittande åskådare.
Taket som ligger över delar av arenan är uppbyggt av 16 valvbågar vilket gör att den uppifrån ser ut som en utslagen blomma. Arenan används regelbundet för Nordkoreas masspel.